# Calycomyza solidaginis
Calycomyza solidaginis är en tvåvingeart som först beskrevs av Johann Heinrich Kaltenbach 1869.  Calycomyza solidaginis ingår i släktet Calycomyza och familjen minerarflugor. Inga underarter finns listade i Catalogue of Life.